# Argument Sołtana
Argument Sołtana – teoria astrofizyczna przedstawiona w 1982 roku przez polskiego astrofizyka Andrzeja M. Sołtana. Mówi ona w skrócie, że jeżeli źródłem energii odległych kwazarów była akrecja materii na supermasywna czarną dziurę, to takie supermasywne czarne dziury muszą nadal istnieć w lokalnym wszechświecie jako „martwe” kwazary.

## Historia
Już w roku 1969 Donald Lynden-Bell napisał pracę zawierającą tezę, że „martwe kwazary” znajdują się w centrum Drogi Mlecznej oraz pobliskich galaktyk. Argumentował on, że biorąc pod uwagę zliczenia kwazarów, ich jasności, odległości oraz efektywność akrecji przez orbitę fotonową na czarną dziurę, w obserwowanym wszechświecie powinno istnieć około 1010 kwazarów. Według niego, można w ten sposób wytłumaczyć istnienie obiektów o wysokim stosunku masy do jasności, które znajdują się w centrach galaktyk. Było to w zasadzie pierwsze sformułowanie argumentu Sołtana, brakowało w nim jednak bezpośredniego powiązania rozkładu mas czarnych dziur z funkcją świecenia kwazarów.

## Argumentacja Sołtana
Trzynaście lat później, w roku 1982, Andrzej M. Sołtan pokazał bezpośrednio, że jasność {\displaystyle (L)} kwazarów jest związana z tempem akrecji masy na czarną dziurę zgodnie ze wzorem:
{\displaystyle L=\eta {\dot {M}}c^{2},}
gdzie:
{\displaystyle \eta } – współczynnik wydajności akrecji,
{\displaystyle {\dot {M}}} – tempo akrecji masy opadającej na czarną dziurę,
{\displaystyle c} – prędkość światła.
Uwzględniając liczbę obserwowanych kwazarów na różnych przesunięciach ku czerwieni, Sołtan wyprowadził łączną gęstość energii emitowanej przez kwazary. Ponieważ rzeczywiste obserwacje są zawsze ograniczone minimalnym strumieniem, liczba istniejących kwazarów będzie większa od tych obserwowanych, zatem tak wyprowadzona gęstość energii jest ograniczeniem dolnym. Wartość otrzymana przez Sołtana to około 10−10 ergów na metr sześcienny (10−17 J/m³).
Sołtan wyliczył też średnią gęstość materii, która jest zgromadzona w kwazarach w wyniku akrecji. Otrzymany wynik to około 1014 mas Słońca na gigaparsek sześcienny. Masa ta byłaby rozłożona w sposób dyskretny, gdyż kwazary można uważać w tej analizie za obiekty punktowe. Przyjmując średnią masę kwazara jako 10 mln {\displaystyle M_{\odot },} otrzymujemy stąd wysokie prawdopodobieństwo znalezienia „martwego kwazara” w promieniu kilku megaparseków od Ziemi.
W tamtym czasie pojawiały się już pierwsze dowody na to, że w centrach dużych galaktyk znajdują się supermasywne czarne dziury. Ponieważ masywne galaktyki rozłożone są z grubsza co kilka megaparseków, powyższa argumentacja wspierała tezę, że supermasywne czarne dziury były w przeszłości bardzo jasnymi kwazarami.

## Obecne ograniczenia
Zastosowanie argumentu Sołtana do wyliczenia średniej gęstości masy supermasywnych czarnych dziur daje wartość rzędu 2 × 105 mas Słońca na megaparsek sześcienny. Liczba ta jest co do rzędu wielkości zgodna z ograniczeniami obserwacyjnymi, dającymi lokalną gęstość na poziomie 5 × 105 {\displaystyle M_{\odot }} /Mpc³.
Obecnie jednak nie stosuje się już argumentu Sołtana do wyznaczania lokalnej średniej gęstości czarnych dziur, bo tę można dobrze oszacować z obserwacji, lecz raczej do oceny średniego współczynnika wydajności akrecji ηav. Dokonuje się tego, porównując łączną masę kwazarów w danej objętości z ich łączną jasnością w jednostce objętości, przecałkowaną po czasie. Jak się okazuje, ηav jest wielkością niezależną od modelu kosmologicznego. Na rok 2011, ograniczenia uzyskane tą metodą dają {\displaystyle \eta _{av}\gtrsim 0.1}.
Metody tej używa się również do szacowania zależności wydajności akrecji od czasu i jasności, lecz wyniki obarczone są dużymi błędami.
Wyznaczona tą metodą średnia wydajność akrecji ma znaczenie przy dyskusji mechanizmu akrecji dyskowej, mianowicie czy jest to klasyczny mechanizm Szakury-Suniajewa, czy też bardziej prawidłowy jest model alternatywny, taki jak przepływ akrecyjny zdominowany przez adwekcję (ADAF). Ostatnie badania przemawiają raczej za tą pierwszą możliwością. Tego rodzaju badania mogą służyć również do znalezienia ograniczeń prędkości obrotu (spinu) supermasywnych czarnych dziur.